# Lilio Gregorio Giraldi
Lilio (o Giglio) Gregorio Giraldi (Ferrara, 13 de junio de 1479 - íd, febrero de 1552) fue un humanista italiano del Renacimiento, uno de los hombres más eruditos de su tiempo, según  Girolamo Tiraboschi.

## Biografía
Aunque su familia era de escasos recursos, pudo realizar buenos estudios en su villa natal de Humanidades grecolatinas y Derecho con Lucca Riva y Battista Guarino. Marchó luego a Nápoles, donde conoció a Giovanni Pontano y Jacopo Sannazaro. Vuelto de nuevo a Emilia, se relacionó con un sobrino del famoso humanista Giovanni Pico della Mirandola, Juan Francisco Pico de la Mirandola, que era señor de esta ciudad y lo siguió a Carpi en 1502, a la corte de Alberto III Pio, cuando el humanista perdió el señorío y fue exiliado por sus hermanos Ludovico y Federico; allí inició la composición de sus Historiae poetarum dialogi decem. En 1507 estaba en Milán, donde seguía lecciones de letras griegas de Demetrio Calcocondilas y desde allí envió a uno de sus antiguos maestros de Ferrara, Luca Riva, una disertación sobre las Musas (De musis syntagma) que dijo haber compuesto siendo aún adolescente. En 1508 fue llamado a Módena por Bianca Bentivoglio para que trabajara como preceptor de su hijo Ercole Rangoni.
En 1514 estaba en Roma con su alumno y la madre del mismo, y fueron invitados poir el papa León X a instalarse en el Vaticano. Parece que después de Ercole Rangoni ya no tuvo otros alumnos. Ercole Rangoni fue elegido cardenal en julio de 1517. En 1523, fue él mismo nombrado Protonotario apostólico y Canónigo de la Catedral de Ferrara por el papa Adriano VI.
Tras el Saco de Roma (1527) por las tropas de Carlos V el 6 de mayo de 1527, el cardenal Rangoni, refugiado con el papa Clemente VII en el Castillo de San Angelo, murió el 25 de agosto siguiente y, habiendo perdido a la vez sus bienes (en especial su biblioteca) y a su protector, partió entonces hacia Bolonia, pues su viejo amigo Juan Francisco Pico de la Mirandola había recuperado ya su señorío. Pero este fue asesinado en octubre de 1533 por su sobrino Galeotto. Salvado por los pelos, se refugió en su villa natal de Ferrara y fue bien acogido por humanistas como Giovanni Manardo y Celio Calcagnini, y se introdujo en el círculo de la duquesa Renata de Francia. Allí prosperó tanto gracias a sus talentos que en 1533 llegó a tener un capital de diez mil ecus que a su muerte legó al duque Hércules II de Este. Montaigne (Essais, I, 25) lo toma como ejemplo de un gran sabio fallecido en la pobreza, lo que no es cierto. En sus últimos años fue atacado sin piedad por la gota y terminó por no poder abandonar su lecho.
Sus escritos más conocidos fueron los de mitología antigua (en especial su suma en dieciséis libros de Sobre los dioses de los paganos, la más importante desde la Genealogia deorum gentilium de Boccaccio, o su Vida de Hércules), por sus diálogos sobre los poetas antiguos y modernos y por otras obras de erudición humanística. En mitología, defendió el evemerismo. Sus treinta Dialogismos son una colección de ensayos sobre temas eruditos variados (De studendi et annotandi ratione, De notis et figuris numerorum quibus Latini et Græci utebantur, De venatione accipitrum ceterarumque avium rapacium, De spectris et præstigiis...). Compuso además bastantes poemas en latín.
Tras su muerte hubo dos ediciones póstumas de sus obras completas, señal del perdurable interés que suscitaron: una en Basilea, en casa de Thomas Guarin, en 1580; otra en Leiden en 1696.

## Obras
- De Musis syntagma.

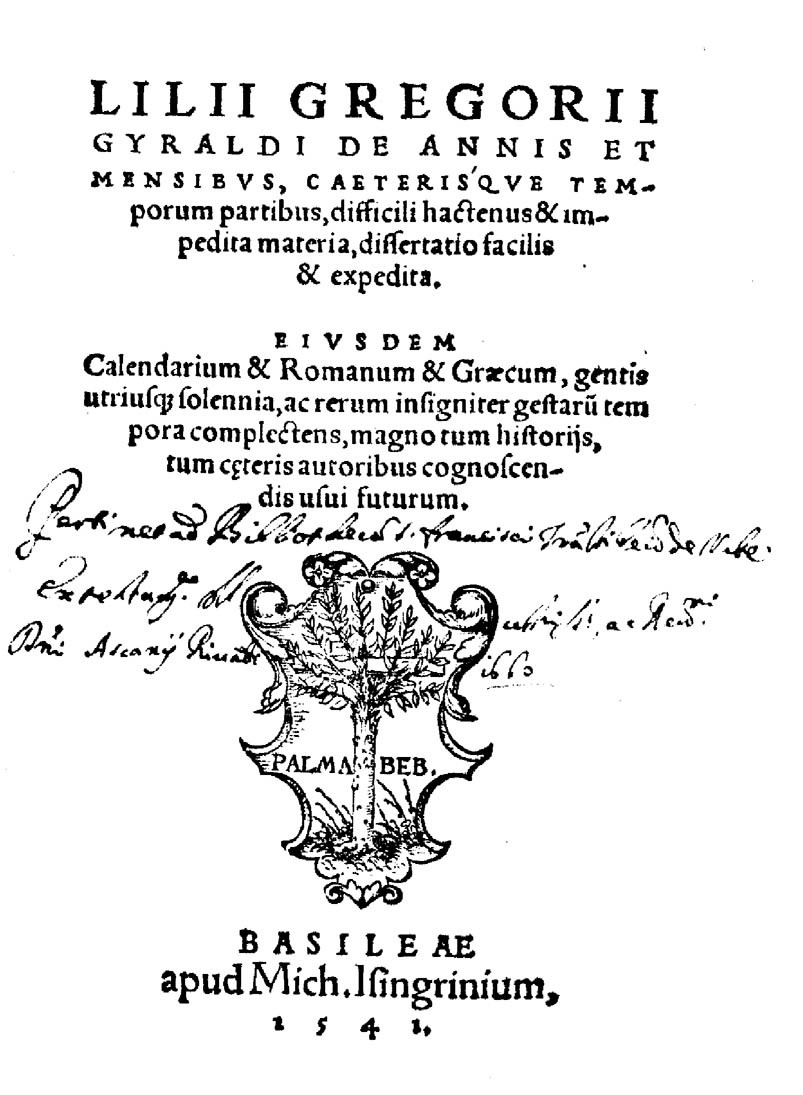
De annis et mensibus, caeterisque temporum partibus, 1541

- De historia poetarum tam Græcorum quam Latinorum dialogi decem.
- De poetis nostrorum temporum dialogi duo.
- De deis gentium libri XVII.
- Herculis vita.
- Philosophi Pythagoræ symbolorum interpretatio, cui adjecta sunt Pythagorica præcepta mystica a Plutarcho interpretata.
- Libellus quo ænigmata pleraque antiquorum explicantur.
- De annis et mensibus ceterisque temporum partibus, una cum calendario Romano et Græco.
- De re nautica libellus.
- De sepulcris et vario sepeliendi ritu libellus.
- Dialogismi XXX.

## Traducción
- Simeonis Sethi Syntagma per elementorum ordinem de alimentorum facultate ad Michaelem Ducam imperatorem, a Lilio Gregorio Giraldo... latinitate donatum, Basilea, 1538.

## Ediciones recientes
- Claudia Pandolfi (ed.), Lilio Gregorio Giraldi. Due dialoghi sui poeti dei nostri tempi (texto latino y traducción italiana), Ferrara, Corbo Editore, 1999.
- John N. Grant (ed.), Lilio Gregorio Giraldi. Modern Poets (texto latino y traducción inglesa), The I Tatti Renaissance Library, vol. 48, Harvard University Press, 2011.